# Woerden

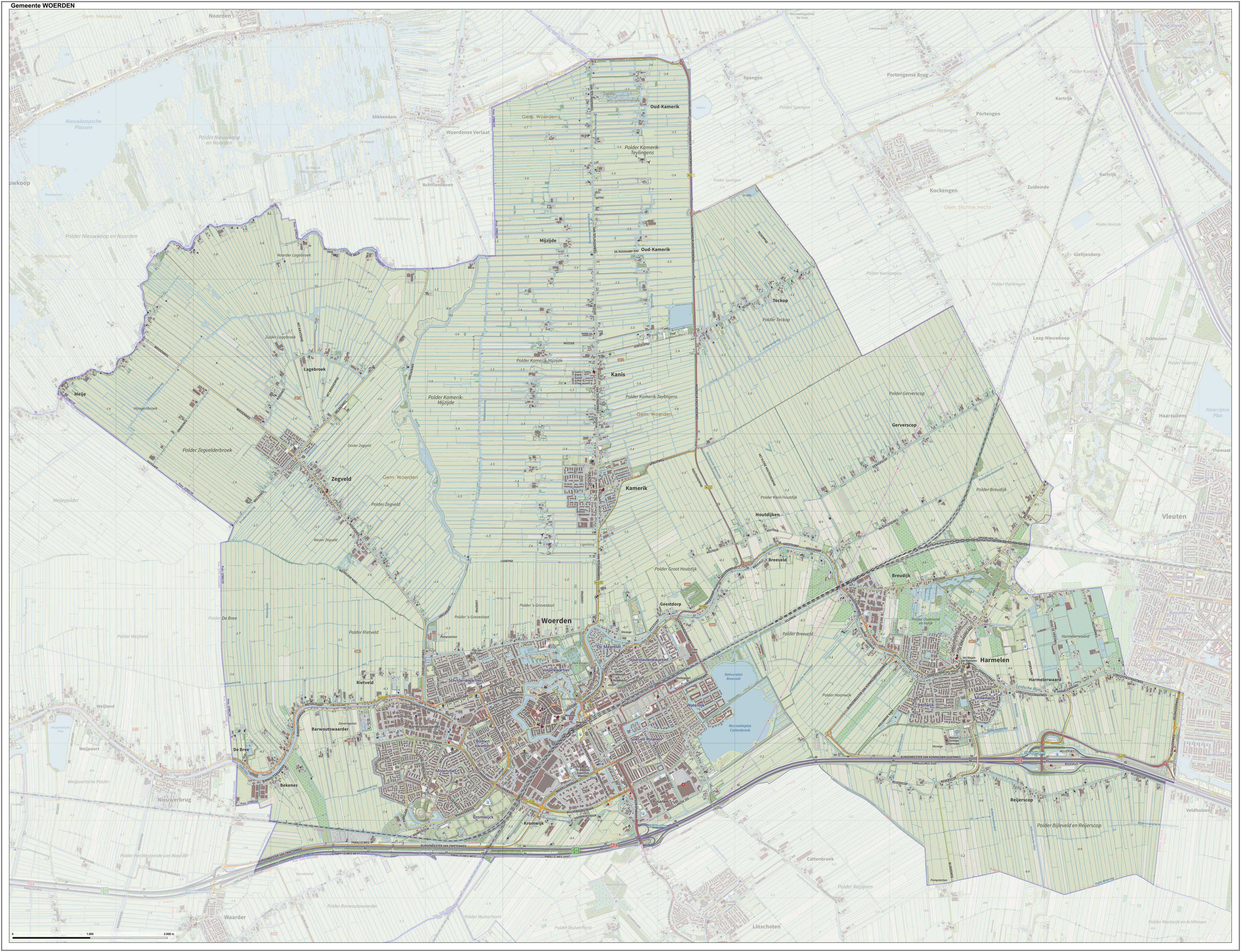
Topografische gemeentekaart van Woerden, september 2022

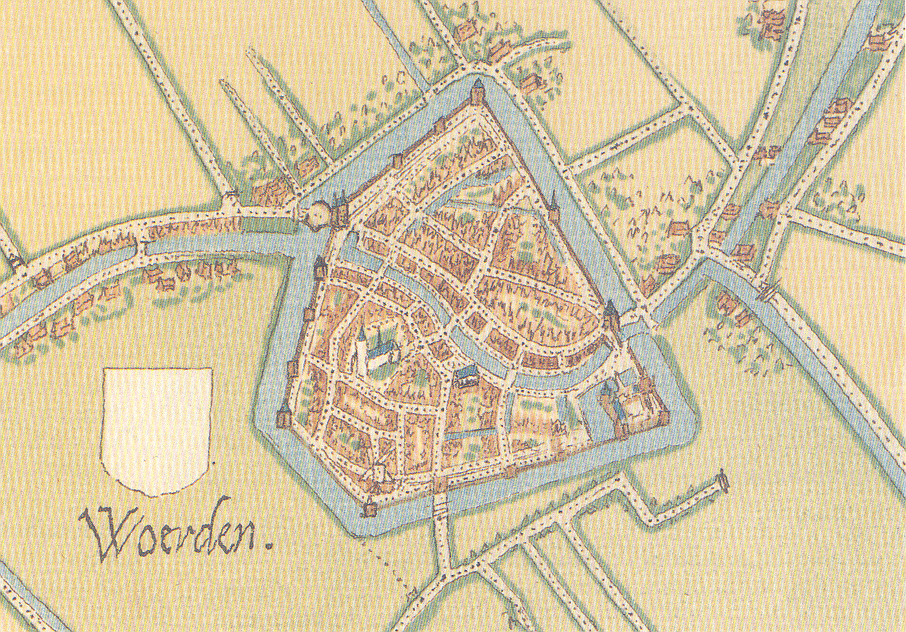
Woerden rond 1550

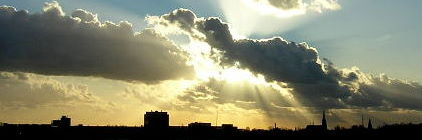
De skyline van Woerden

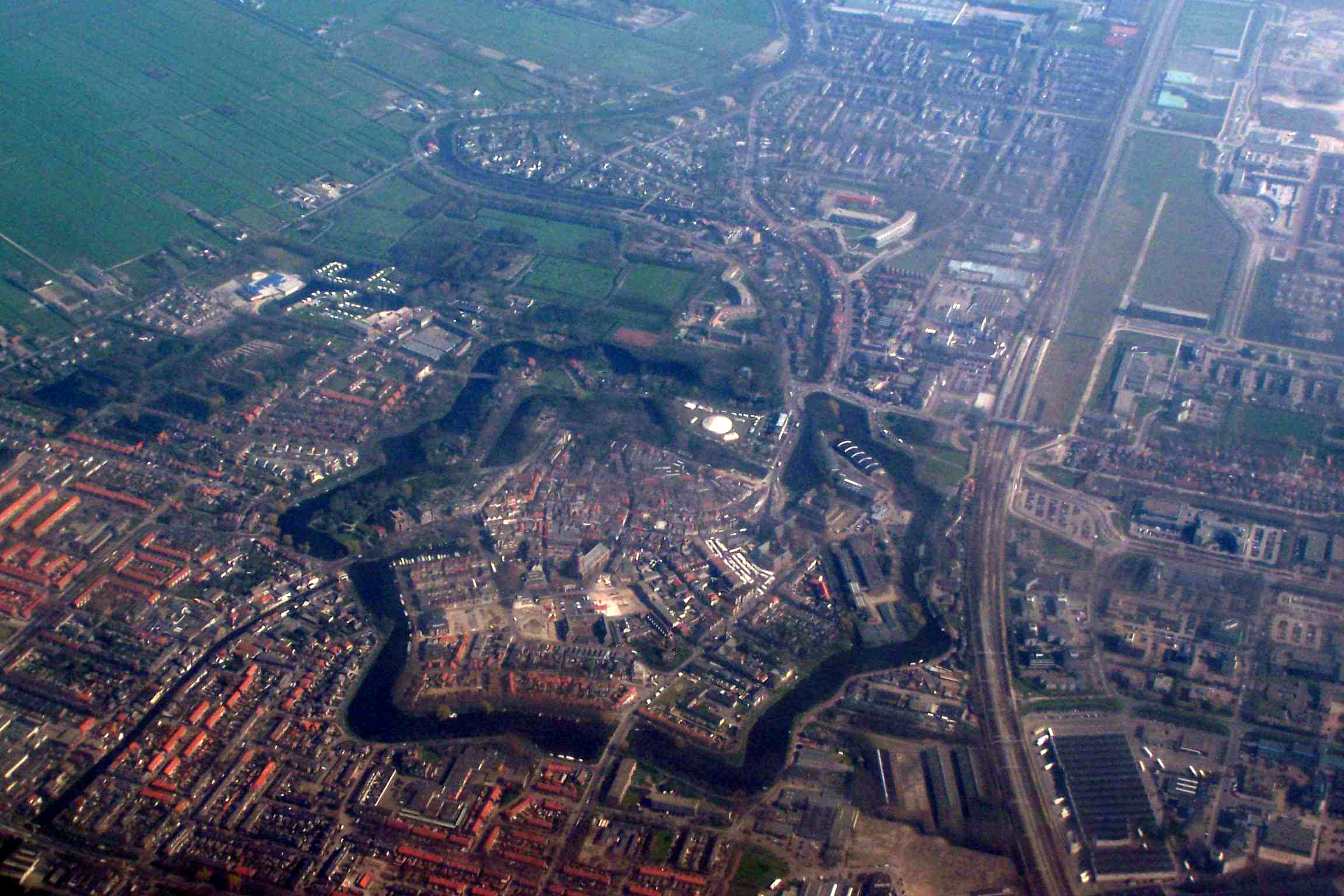
Woerden vanuit de lucht

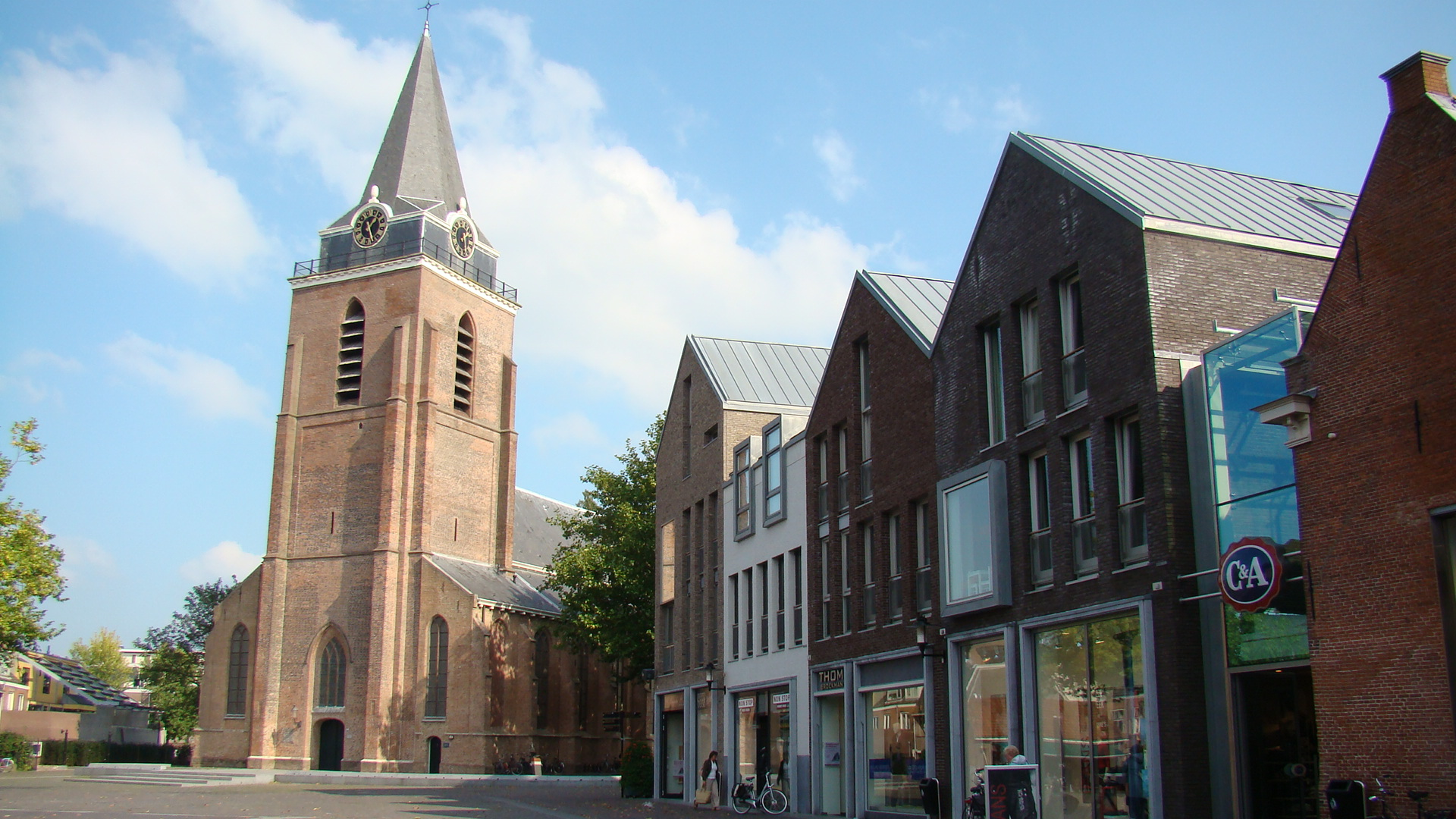
Kerkplein met Petruskerk te Woerden

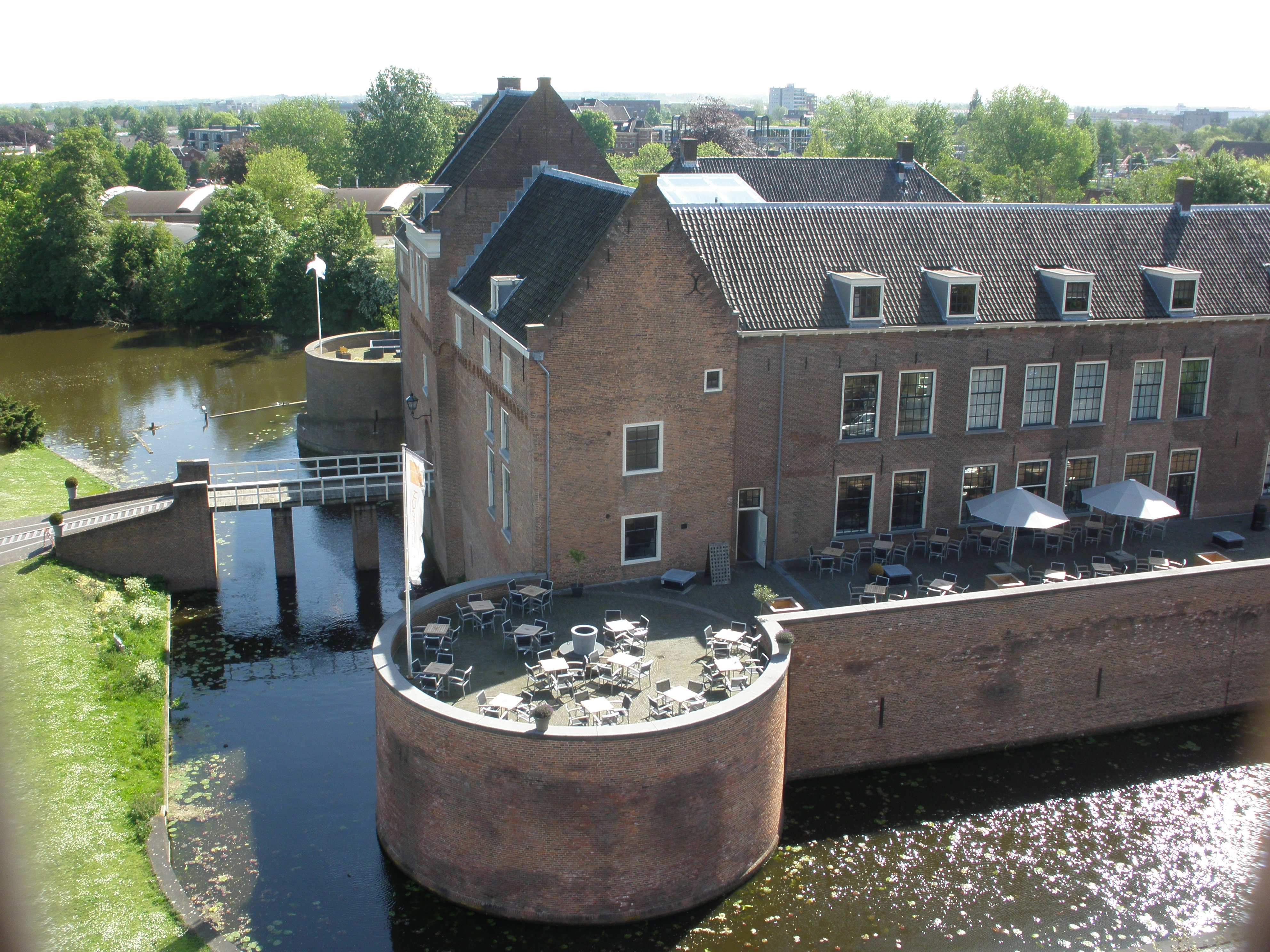
Kasteel van Woerden

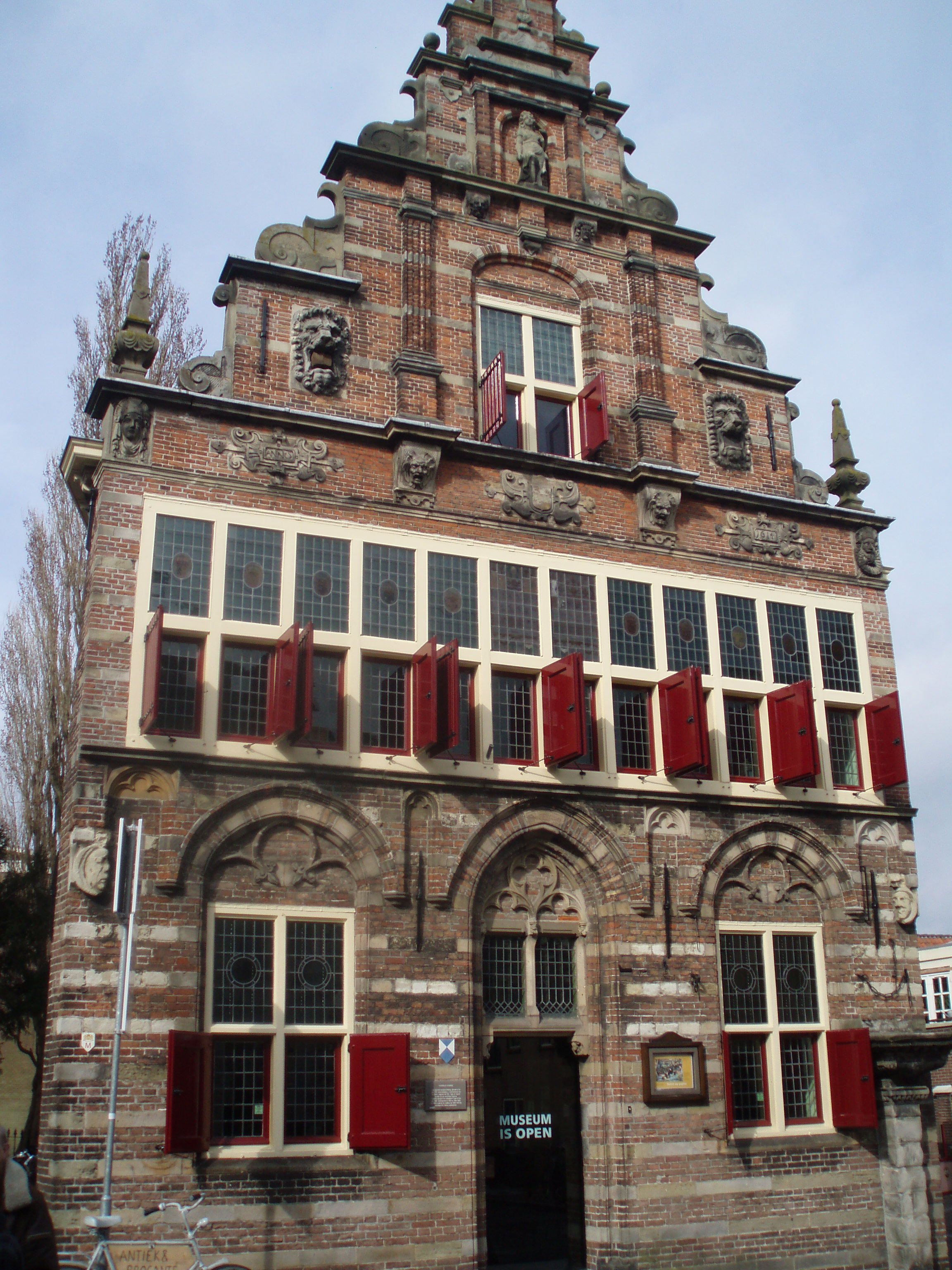
Oude stadhuis

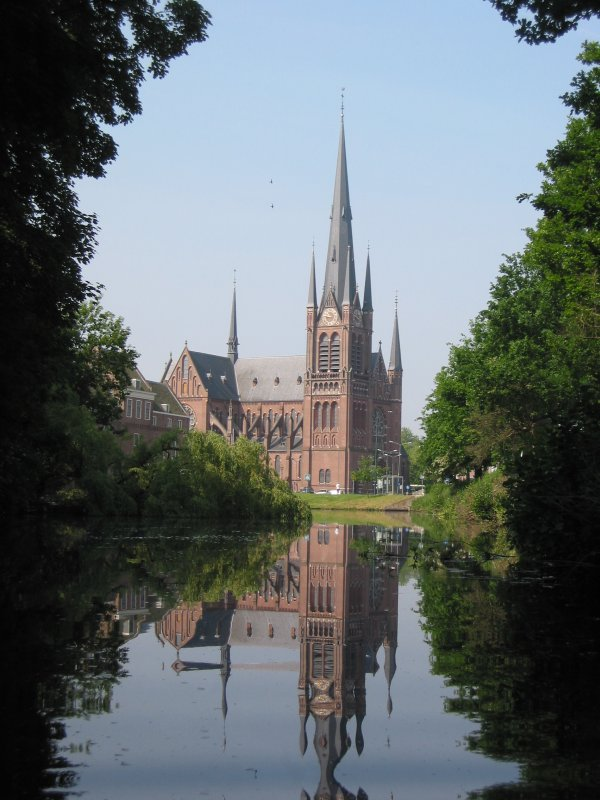
Sint-Bonaventurakerk

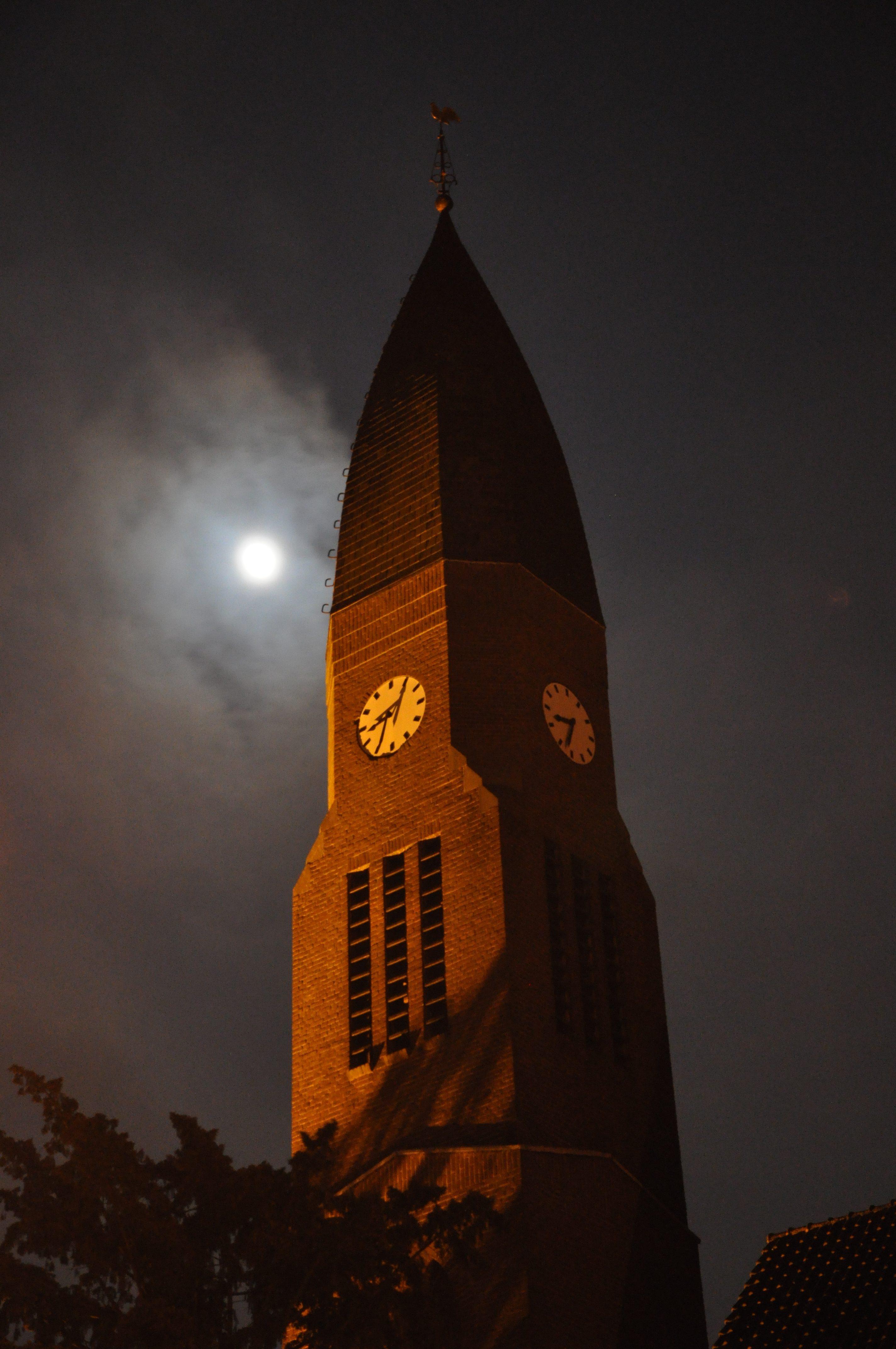
Opstandingskerk

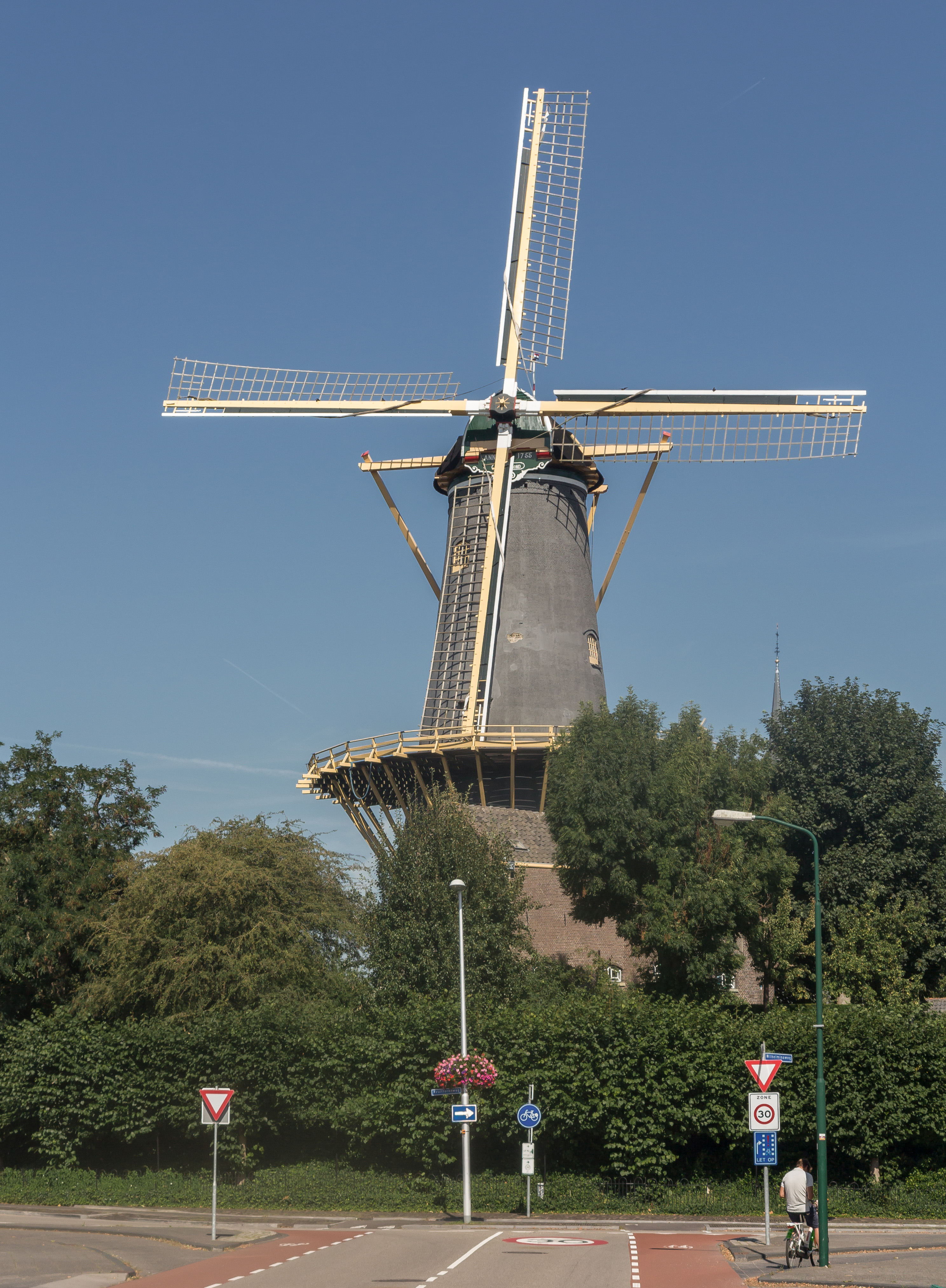
Molen De Windhond

Woerden (uitspraakⓘ) is een stad en gemeente in het westen van de Nederlandse provincie Utrecht, in het oosten van het Groene Hart. De gemeente bestaat uit de kernen Woerden, Harmelen, Kamerik en Zegveld. De gemeente Woerden heeft 53.724 inwoners (22 november 2024, bron: CBS) en de stad Woerden heeft 38.800 inwoners (1 januari 2023).

## Geschiedenis
Woerden stamt uit de Romeinse tijd, toen rond 41 n.Chr. het castellum Laurium op deze plek werd gesticht, op een natuurlijke hoogte. Dit castellum was een legerplaats langs de noordgrens van het Romeinse Rijk, die gevormd werd door de Rijn, tegenwoordig de Oude Rijn. Laurium is in gebruik geweest tot omstreeks 270. Er is een aantal Romeinse schepen in Woerden gevonden, en een replica wordt sinds 2009 gebruikt voor rondvaarten.
Tussen 719 en 722 verbleef Bonifatius in Woerden om te prediken. Rond het jaar 795 werd Woerden Wyrda genoemd.
Gaandeweg de middeleeuwen begon Woerden vanaf de 12e eeuw meer versterkt te worden (een slot, wallen, grachten). Rond 1160 liet Godfried van Rhenen, de bisschop van Utrecht, een versterking bouwen bij de nederzetting Worden (soms ook Worthene genoemd) aan de Oude Rijn. De versterking had tot doel om tegengas te geven tegen de expansiedrift van de graaf van Holland. De stad had een houten kerk die in 1202 afbrandde.
De Heren van Woerden hadden het bezit over Woerden en omstreken in de periode 1165 - 1304. Het huidige wapen van Woerden, een geel vlak met drie zwarte ruiten, werd in 1277 erkend als wapen voor Herman van Woerden.
Het water in Woerden werd beheerd door het Groot-Waterschap. Dit bestond vanaf 1226 en maakte dat Woerden onafhankelijk was van het Hoogheemraadschap Rijnland. De stad en omgeving waren voor de afwatering echter wel volledig afhankelijk van dat hoogheemraadschap. In 1995 werd het Groot-Waterschap samengevoegd met het Hoogheemraadschap De Stichtse Rijnlanden.
Aan de zuidwestelijke zijde van de stad werd omstreeks 1275 een kasteel gesticht door graaf Floris V. In de dertiende eeuw werd ook een stenen kerk gebouwd, die de komende eeuwen steeds verder werd uitgebreid tot de huidige Petruskerk.
Woerden kreeg op 12 maart 1372 stadsrechten van hertog Albrecht van Beieren. In 1410 begon de bouw van het Kasteel van Woerden en in 1501 het stadhuis. Latere monumentale gebouwen zijn de Lutherse kerk (1646), de Pastorie (1672), Petruskerk (1673), de stellingmolen De Windhond (1755), het Arsenaal (1762), het Kruijthuis (1784), de Kazerne (1790), het Klooster (1899), de watertoren (1906) en de Sint-Bonaventurakerk (1892), die met zijn hoge naaldspits van verre het stadsgezicht domineert.
De Woerdense priester Jan de Bakker was de eerste in de Noordelijke Nederlanden, die om zijn van de rooms-katholieke kerkleer afwijkende prediking in 1525 ter dood werd gebracht op de brandstapel. De godsdiensttwisten waren in Woerden aanvankelijk beperkt. Echter, de katholieke hertog Erik van Brunswijk, die door Filips II benoemd was tot Heer van Woerden, onderdrukte in september 1566 op hardhandige wijze pogingen om de Lutherse eredienst in te voeren in de Petruskerk. In 1575-1576 volgde het Beleg van Woerden. Tijdens dat beleg vond het Wonder van Woerden plaats, waardoor de hongerende bevolking weer te eten had. Woerden, dat zich in 1572 aan de kant van de Opstand schaarde, werd door de Spanjaarden belegerd: de stad houdt stand en de Spanjaarden breken hun beleg na een jaar op.
Omstreeks 1600 kreeg de stad naast de omwalling, ommuring en gracht een extra versterking in de vorm van een ravelijn en vier bastions, die grotendeel werden gebouwd op de hoekpunten van de bestaande stadsmuur.
De stad had tot tweemaal toe zwaar te lijden onder de Fransen. De eerste keer was in het Rampjaar 1672. Woerden was toen onderdeel van de Oude Hollandse Waterlinie. De slag bij Kruipin vond plaats in de nacht van 11 oktober op 12 oktober 1672 bij het Fort Kruipin. De Fransen bezetten de stad gedurende een jaar, gedurende welk jaar zij een schrikbewind voerden, waarbij vele gebouwen werden verbrand, waaronder de Petruskerk, en archieven werden vernietigd.
Op een kaart uit 1725 is te zien dat een tweede gracht rondom de stad is aangelegd. Tussen de binnen en buitengracht is een onbebouwd verdedigingsveld.
De tweede maal dat de stad te lijden had van de Fransen was in 1813, aan het einde van de Franse Tijd, toen de bevolking iets te vroeg de kant van de prins van Oranje koos, namelijk toen de Franse soldaten zich nog in de stad bevonden. De Fransen namen hiervoor op een afschuwelijke manier wraak, door op 24 november de stad zwaar te plunderen en vele burgers te vermoorden. Bij deze slachtpartij, bekend als de Ramp van Woerden, werden 28 burgers gedood en raakten 37 gewond.
In 1855 wordt Woerden aangesloten op het Nederlandse net van spoorwegen. De vestingstatus van Woerden werd in 1874 opgeheven, maar het Defensie-eiland werd nog tot 1999 door het ministerie van Oorlog (vanaf 1959 het ministerie van Defensie) gebruikt. In 1885 werd de kaasmarkt opgericht. Woerden heeft dan elke militaire betekenis verloren, zodat in de periode 1883-1912 de wallen en muren gesloopt konden worden. De waterwerken resteren echter nog wel in het Woerdense stadbeeld. De katholieken komen weer helemaal terug in de stad en bouwen in 1892 de Bonaventura-kerk en in 1899 een klooster.
In 1950 werden in Woerden drie kampen ingericht om ongeveer 600 Molukkers op te vangen. Dit leidde tot het “vlagincident” waarbij rijksambtenaren de Molukse vlag, die naast de Nederlandse vlag hing, hetgeen als onwenselijk werd gezien, neerhaalden en over de grond sleurden. Relletjes dreigden, maar die werden gesust. De Molukkers konden niet terugkeren naar Indonesië en bleven in Nederland. Het laatste Woerdense kamp werd in 1967 afgebroken.
In 1960/61 werd de Oude Rijn gedempt, die tot dat moment door de Rijnstraat stroomde.
In volgende jaren groeide de stad en werden aan alle kanten grote uitbreidingen gemaakt, waarbij ook archeologische vondsten gedaan werden. In 1978 werd het eerste van zes Romeinse en middeleeuwse schepen in Woerden gevonden. In 2003 werd bij de bouw van een parkeergarage het laatste Romeinse vrachtschip gevonden. In 2012 werd een spatha gevonden, een met zilverdraad versierd Frankisch zwaard uit de 8e eeuw van 90 cm lengte.

### Gemeentelijke herindelingen
Van 1814 tot 1989 was Woerden onderdeel van de provincie Zuid-Holland.
De gemeente Woerden is ontstaan uit de oorspronkelijke stad Woerden, waaraan door diverse gemeentelijke herindelingen zijn toegevoegd:
- in 1964 (delen van) de gemeenten Barwoutswaarder, Rietveld en Waarder.
- in 1989 het grootste deel van de gemeente Kamerik (ontstaan in 1857 uit de gemeenten Kamerik en de Houtdijken, Kamerik Mijzijde, 's-Gravesloot, Teckop), de gemeente Zegveld en een klein deel van de gemeente Nieuwkoop. Ter gelegenheid van deze herindeling, waarbij Woerden ook bij de provincie Utrecht ging horen werd het Herindelingsmonument Woerden opgericht.
- in 2001 de gemeente Harmelen, met als toevoegingen de gemeenten Indijk (1820), Gerverscop (1857) en een deel van Veldhuizen (1954).

Op 29 oktober 2009 sprak de gemeenteraad van Woerden zich unaniem uit positief te staan tegenover aansluiting van Kockengen bij de gemeente Woerden, naar aanleiding van een referendum in Kockengen, waarbij een groot deel van de bevolking zich uitsprak voor aansluiting bij Woerden. Desondanks maakt Kockengen sinds 1 januari 2011 deel uit van de gemeente Stichtse Vecht, zoals de rest van de voormalige gemeente Breukelen. De minister van Binnenlandse Zaken stelde pas over de indeling van Kockengen te willen praten wanneer ook Woerden zelf weer bij een herindeling betrokken zou raken.

## Geografie
Woerden ligt in het oosten van het Groene Hart van Holland, de groene zone omsloten door de Randstad. Buiten de bebouwing bestaat Woerden voor een groot deel uit weilanden en akkers. De gemeente Woerden is omringd door de gemeenten (met de klok mee, begin noord) De Ronde Venen, Stichtse Vecht, Utrecht, Montfoort, Bodegraven-Reeuwijk en Nieuwkoop.
| Aangrenzende gemeenten   | Aangrenzende gemeenten | Aangrenzende gemeenten | Aangrenzende gemeenten | Aangrenzende gemeenten |
| ------------------------ | ---------------------- | ---------------------- | ---------------------- | ---------------------- |
| Nieuwkoop (ZH)           |                        | De Ronde Venen         |                        | Stichtse Vecht         |
|                          |                        |                        |                        |                        |
| Bodegraven-Reeuwijk (ZH) | Utrecht                |                        |                        |                        |
|                          |                        |                        |                        |                        |
|                          |                        | Montfoort              |                        |                        |

De Oude Rijn loopt door Woerden en de riviertjes Linschoten en Grecht komen erin uit. In het centrum van de stad is de Oude Rijn in de jaren zestig gedempt. Men spreekt er nu van 'Rijnstraat'.

## Economie
Al sinds 1885 komen kazende boeren uit de omgeving samen op de Kaasmarkt, waar vooral boerenkaas wordt verhandeld en op de Kaasbel geschreven. Daarnaast was de dakpan- en steenindustrie vanaf de middeleeuwen een belangrijke economische activiteit in Woerden. Rond 1850 waren er nog meer dan tien van deze fabrieken actief, rond 1950 waren dat er nog maar drie. Anno 2015 is alleen de dakpannenfabriek aan de Leidsestraatweg nog actief.
Enkele (inter)nationale bedrijven zijn gevestigd in Woerden:
- Koninklijke ERU Kaasfabriek B.V.
- QBTEC
- Magazijn de Bijenkorf
- Distributiecentrum Jumbo

## Bestuurlijk

### College van B&W
Het College van burgemeester en wethouders bestaat uit:
- Burgemeester Monique Bonsen-Lemmers (D66);
- Wethouders:
  - Arjan Noorthoek (CDA);
  - Ad de Regt (LijstvanderDoes);
  - Mariëtte Pennarts-Pouw (onafhankelijk);
  - Jelmer Vierstra (Progressief Woerden);
  - Jacques Rozendaal (ChristenUnie/SGP).

Martien Brander is gemeentesecretaris.

### Gemeenteraad
De gemeenteraad van Woerden bestaat uit 31 zetels. Hieronder staat de samenstelling van de gemeenteraad sinds 1994:
| Gemeenteraadszetels   | Gemeenteraadszetels | Gemeenteraadszetels | Gemeenteraadszetels | Gemeenteraadszetels | Gemeenteraadszetels | Gemeenteraadszetels | Gemeenteraadszetels | Gemeenteraadszetels |
| Partij                | 1994                | 1998                | 2001                | 2006                | 2010                | 2014                | 2018                | 2022                |
| --------------------- | ------------------- | ------------------- | ------------------- | ------------------- | ------------------- | ------------------- | ------------------- | ------------------- |
| CDA                   | 8                   | 8                   | 9                   | 8                   | 6                   | 7                   | 7                   | 6                   |
| LijstvanderDoes       | -                   | -                   | -                   | -                   | -                   | 3                   | 6 (4)               | 5                   |
| Progressief Woerden*  | -                   | -                   | -                   | 7                   | 5                   | 4                   | 4                   | 4                   |
| VVD                   | 5                   | 6                   | 5                   | 4                   | 6                   | 3                   | 3(4)                | 3                   |
| Inwonersbelangen      | -                   | -                   | 2                   | 4                   | 5                   | 4                   | 1(2)                | 3                   |
| ChristenUnie-SGP**    | -                   | -                   | -                   | -                   | -                   | -                   | 3                   | 3                   |
| D66                   | 4                   | 2                   | 2                   | 2                   | 4                   | 5                   | 3                   | 3                   |
| Woerden&Democratie    | -                   | -                   | -                   | -                   | -                   | -                   | 2(0)                | 2                   |
| Splinter              | -                   | -                   | -                   | -                   | -                   | -                   | -                   | 1                   |
| STERK Woerden         | -                   | -                   | -                   | -                   | -                   | 2                   | 2(3)                | 1                   |
| Socialistische Partij | -                   | -                   | -                   | -                   | -                   | -                   | - (1)               | -                   |
| ChristenUnie          | 2                   | 2                   | 2                   | 3                   | 2                   | 2                   | -                   | -                   |
| SGP                   | 1                   | 1                   | 2                   | 1                   | 1                   | 1                   | -                   | -                   |
| PvdA                  | 3                   | 4                   | 4                   | -                   | -                   | -                   | -                   | -                   |
| GroenLinks            | 2                   | 2                   | 2                   | -                   | -                   | -                   | -                   | -                   |
| Woerden2006           | -                   | -                   | 1                   | -                   | -                   | -                   | -                   | -                   |
| Totaal                | 25                  | 25                  | 29                  | 29                  | 29                  | 31                  | 31                  | 31                  |

Per 1 januari 2001 werden Woerden en Harmelen samengevoegd tot de nieuwe gemeente Woerden.
* Vanaf 2006 gingen de lokale afdelingen van GroenLinks en de PvdA samen verder als Progressief Woerden.
** De ChristenUnie werd in 1994 en 1998 vertegenwoordigd door de RPF, een van haar voorgangers. De fracties van ChristenUnie en SGP werken sinds 2010 samen. Bij de verkiezingen van 2018 hebben de partijen op 1 lijst meegedaan.

### Wijken
- Centrum
- Staatsliedenkwartier
- Meander
- Vogelbuurt
- Bomen- & Bloemenkwartier
- Schilderskwartier
- Molenvliet
- Snel en Polanen
- Waterrijk
- Barwoutswaarder (Vroeger een zelfstandig dorp, nu deel van Woerden.)

### Stedenband
De plaats Steinhagen in Duitsland is een partnerstad van Woerden. Deze officiële vriendschapsband bestaat sinds 1972 en is ontstaan in een tijd waarin ook veel andere Europese steden jumelages met elkaar sloten. De band tussen de twee steden wordt onder andere geuit in jaarlijkse bezoeken van de gemeentebesturen aan elkaar en uitwisselingsprojecten tussen scholen uit beide gemeenten, onder andere vanuit het Minkema College. Er is in Woerden een weg richting het oosten die de Steinhagenseweg heet. In Steinhagen bestaat de Woerdener Straße.

## Cultuur
Woerden heeft een Stadsmuseum dat gevestigd is in het Stedehuys aan het Kerkplein. Daarnaast een muziek/dans/theaterzaal en -school in het centrum genaamd "Het Klooster" dat naast de Bonaventurakerk is gevestigd. Woerden heeft een bioscoop genaamd "Annex Cinema". Verder biedt jongerensociëteit K'77 een plek voor (alternatieve) jongeren en opkomende bandjes.

### Monumenten
In de gemeente zijn er een aantal rijksmonumenten, gemeentelijke monumenten en oorlogsmonumenten, zie:
- Rijksmonumenten in de stad
- Rijksmonumenten in de gemeente
- Gemeentemonumenten in de gemeente
- Lijst van oorlogsmonumenten in Woerden

### Kunst in de openbare ruimte
In de gemeente zijn beelden, sculpturen en objecten geplaatst in de openbare ruimte die vallen onder het beheer van Stadsmuseum Woerden, zie:
- Lijst van beelden in Woerden

### Overige
- Begraafplaatsen: Begraafplaats Rijnhof, Algemene Begraafplaats Leidsestraatweg, Nieuwe Algemene Begraafplaats Meeuwenlaan, Oude Algemene Begraafplaats Hogewal, Joodse begraafplaats, Begraafplaats van de familie Groeneveld
- Kerken, waaronder: Sint-Bonaventurakerk, Lutherse kerk, Opstandingskerk. Petruskerk
- Bruggen, zie Lijst van bruggen in Woerden
- Binnen de stad Woerden zijn een aantal groene gebieden: Landgoed Bredius, Westdampark, en Wijkpark Molenvliet.

### Evenementen
- maart - Promsconcert Fanfare Excelsior
- Tweede pinksterdag - Triatlon Woerden
- mei - Jazzin'Woerden
- juni - Taptoe (eerst in september - Eru Taptoe Woerden, de oudste burgertaptoe van Nederland), Graskaasdag, Straattheaterfestival, Shantyfestival/Havendagen
- juli - Harleydag, Struinen in de Tuinen
- augustus - Woerdense VakantieWeek - laatste week van de schoolvakantie
- september - Nationale Tuin & Klimaat Route
- september - Open Monumentendag, Nationaal Veteranentreffen, Popronde Woerden
- oktober - Nacht van Woerden, Woerdense Koeienmarkt - jaarmarkt op de eerste woensdag na 20 oktober, waarop traditioneel snert wordt gegeten, Woerdense Singelloop
- november - Intocht van Sinterklaas

Iedere woensdagochtend is er markt op het Kerkplein en iedere zaterdag is er een streekmarkt.

## Media
Woerden kent diverse media.
- De lokale omroep RPL Woerden, geeft dagelijks nieuws op de radio, website en TV.
- De website In De Buurt - Woerden geeft dagelijks nieuwsberichten.
- Elke donderdag verschijnt een gratis huis-aan-huisblad in Woerden, de Woerdense Courant, die sinds 1949 bestaat. In 2021 kreeg dit blad na een overname de titel Het Kontakt, Woerdense Courant.[19]
- Het AD heeft een speciale editie voor het Groene Hart, AD Groene Hart genaamd, waarin dagelijks een katern zit met nieuws over onder andere Woerden en omgeving.

Zowel de kranten het AD als de website In de buurt zijn onderdeel van DPG Media
De gemeente beschikt over haar eigen app, genaamd Het Verhaal Van Woerden. Hierin wordt de gebruiker meegenomen door de geschiedenis van de stad en haar kunstschatten. Voice-over werk is onder andere van Bram van der Vlugt.

### Verleden
- Van 1984 tot oktober 2012 verscheen het Woerdens Nieuwsblad (PCM Lokale Media).
- De lokale online videoportal Woerden TV was actief van maart 2010 tot oktober 2019.[22]

## Sport
In 2007 werd in Woerden het Nederlands Kampioenschap veldrijden georganiseerd. Lars Boom werd Nederlands kampioen bij de mannen en Daphny van den Brand won de titel bij de vrouwen. Woerden organiseert elk jaar De Nacht van Woerden, een internationale wedstrijd voor veldrijders.
Woerden kent drie voetbalverenigingen: SC Woerden, Sportlust '46 en VEP. Sinds het seizoen 2020-2021 speelt Sportlust '46 in de derde divisie.
De zwemvereniging One Team Swimming is in 2013, samen met Zwemclub Woerden, opgegaan in ZPC Woerden. Daarnaast kent Woerden Zwemvereniging Watervrienden Woerden. Alle zwemverenigingen zwemmen in het Batensteinbad.
Atletiekvereniging AV Clytoneus organiseert de Woerdense Singelloop, een hardloopwedstrijd die sinds 1978 jaarlijks wordt gehouden. 
Andere sportverenigingen zijn volleybalvereniging VTC Woerden, schietsportvereniging Robin Hood en Mixed Hockey Club Woerden.

## Onderwijs

### Basisonderwijs
In de stad zijn meerdere scholen voor basisonderwijs gevestigd, waaronder de Andersenschool, Wilhelminaschool, KBS de Regenboog, Willem Alexanderschool, Constantijnschool, de Margrietschool, de Molenwiek, de Achtsprong en de Johan Frisoschool.

### Voortgezet onderwijs
In Woerden zijn drie scholen voor voortgezet onderwijs gevestigd:
- Minkema College
- Kalsbeek College
- Futura College

### Middelbaar beroepsonderwijs
MBO Rijnland verzorgt verschillende mbo-opleidingen op hun locatie in Woerden.

## Overleden
- André Hazes (1951-2004), volkszanger
- Jan Vermaat (1939-2022), kunstenaar

## Woerden als testpanel
Woerden wordt door marktonderzoekers beschouwd als de meest gemiddelde gemeente van Nederland. Daarom is de Woerdense bevolking al meermaals gebruikt als testpanel:
- In 2004 werd een proef gehouden met afronding op vijf eurocent bij contante betalingen. De proef begon op 26 april 2004. Woerden was daarmee na Finland, dat de munten van 1 en 2 eurocent nooit invoerde, het eerste gebied in Europa waar deze munten de facto werden afgeschaft, zij het tijdelijk. De proef eindigde op 6 juni van dat jaar. De meeste consumenten bleken voorstander van afronden, en afronden had op het prijspeil geen effect. Daarop werd de mogelijkheid om contante betalingen af te ronden landelijk ingevoerd.
- Ook vanwege Woerdens gemiddeldheid werd in 1990-1992 in de gemeente een proef gehouden met de "Chipcard", een voorloper van de voormalige chipknip, waarmee in Woerdense winkels betaald kon worden voor boodschappen. Na de proef bleek het gebruik van de kaart geen succes te zijn.[24]

## Fotogalerij

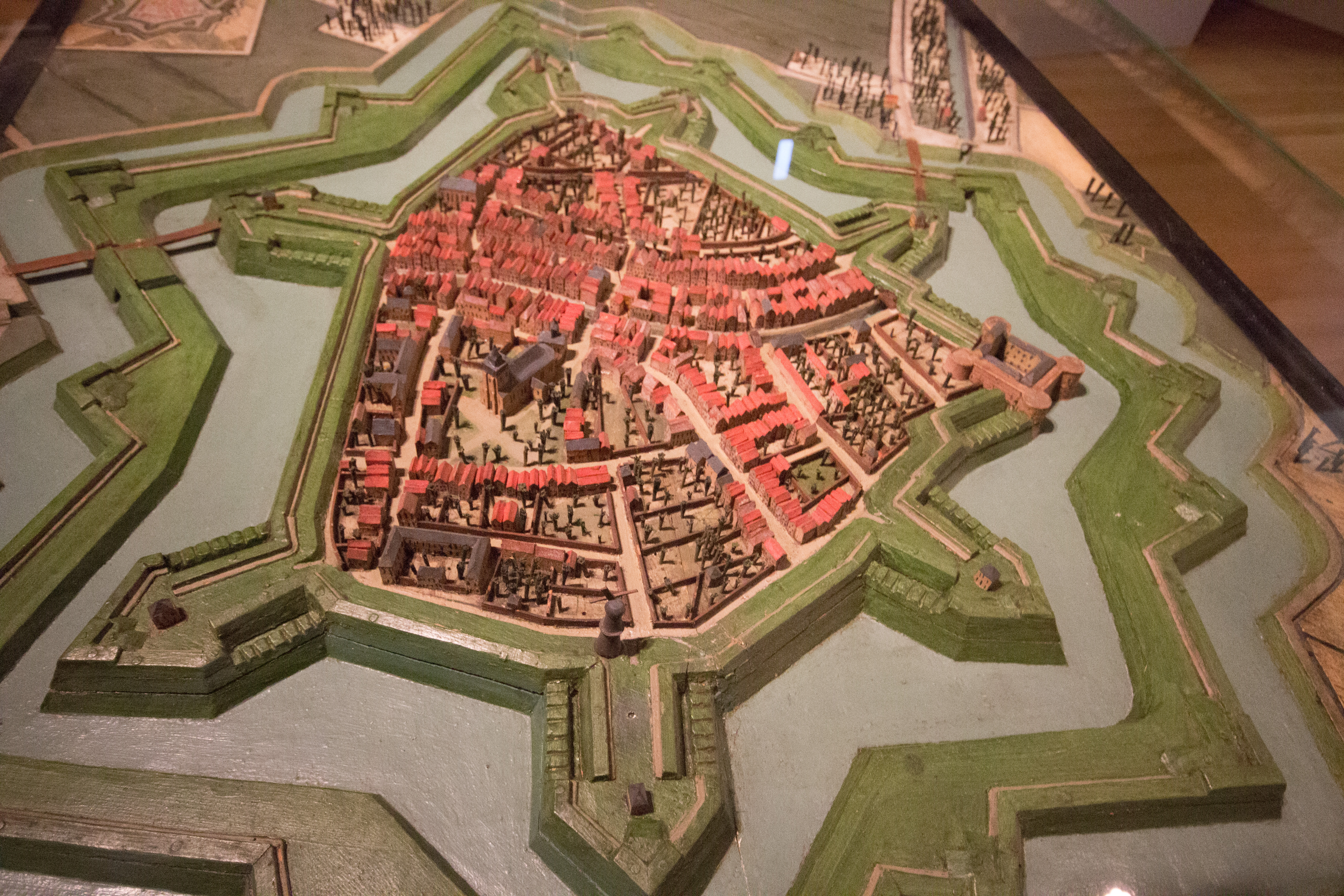
Maquette van oude binnenstad, in het Stedehuys
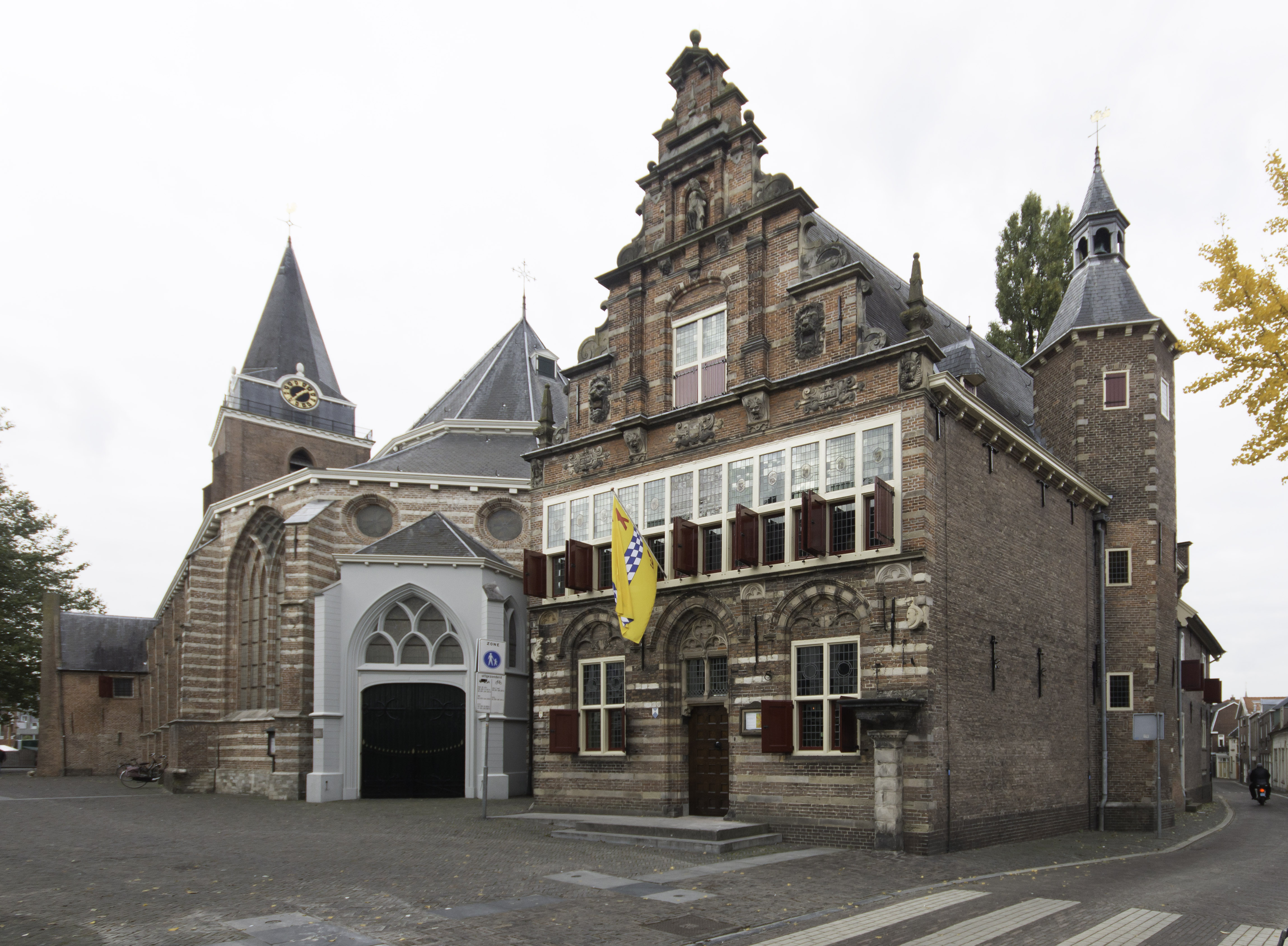
Stedehuys en NH Petruskerk
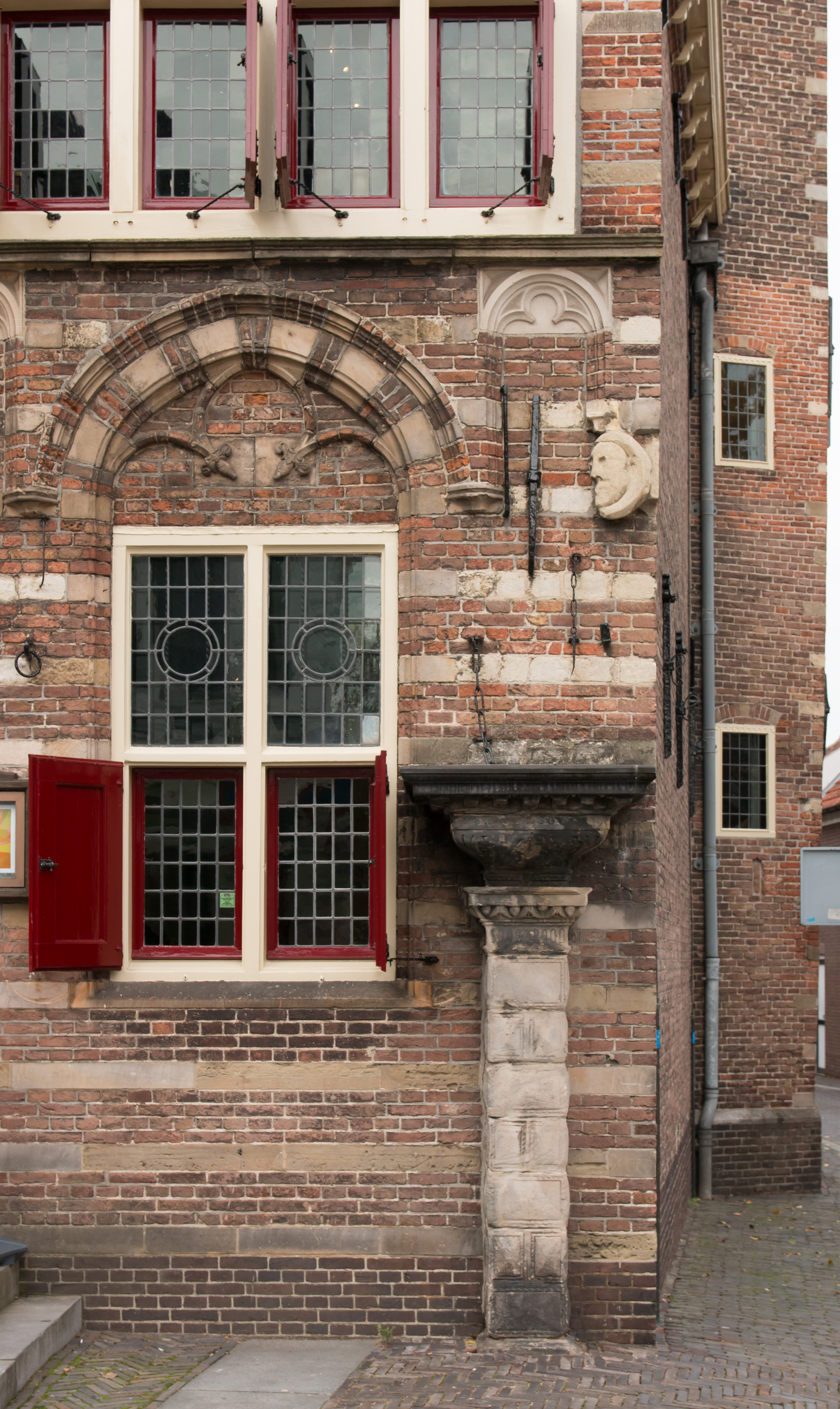
Stedehuys, schandpaal
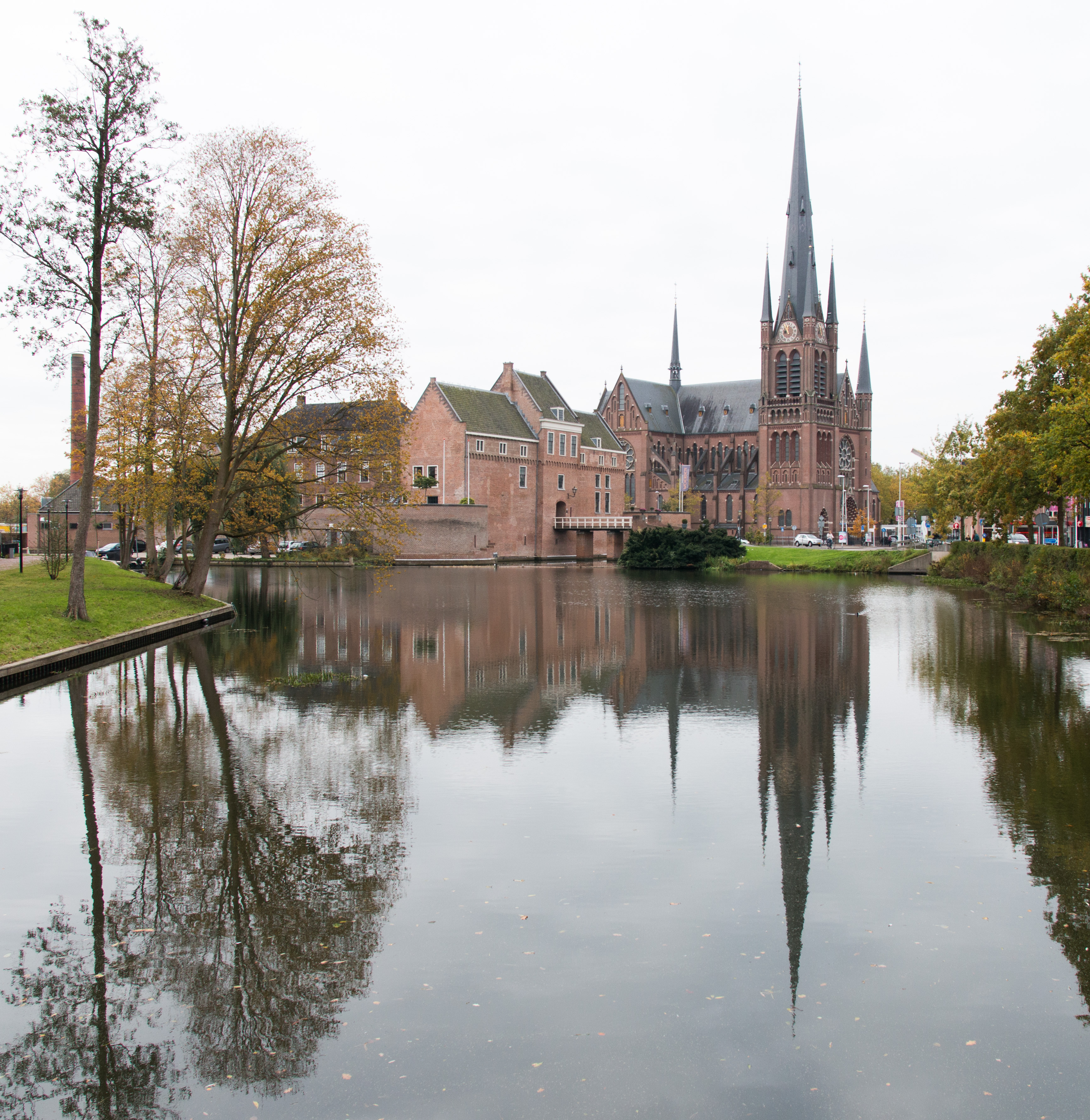
Kasteel en Bonaventurakerk
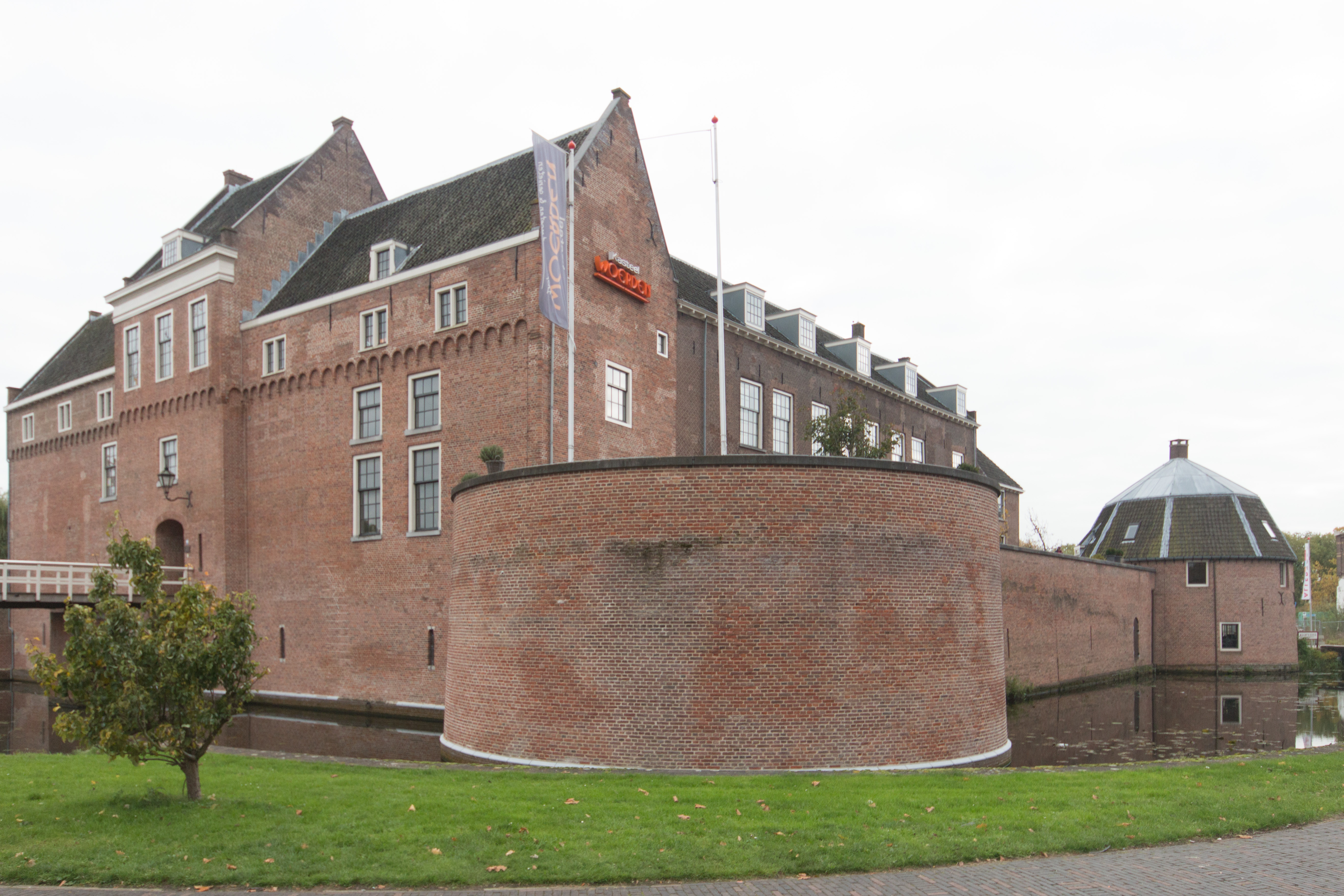
Zijaanzicht kasteel
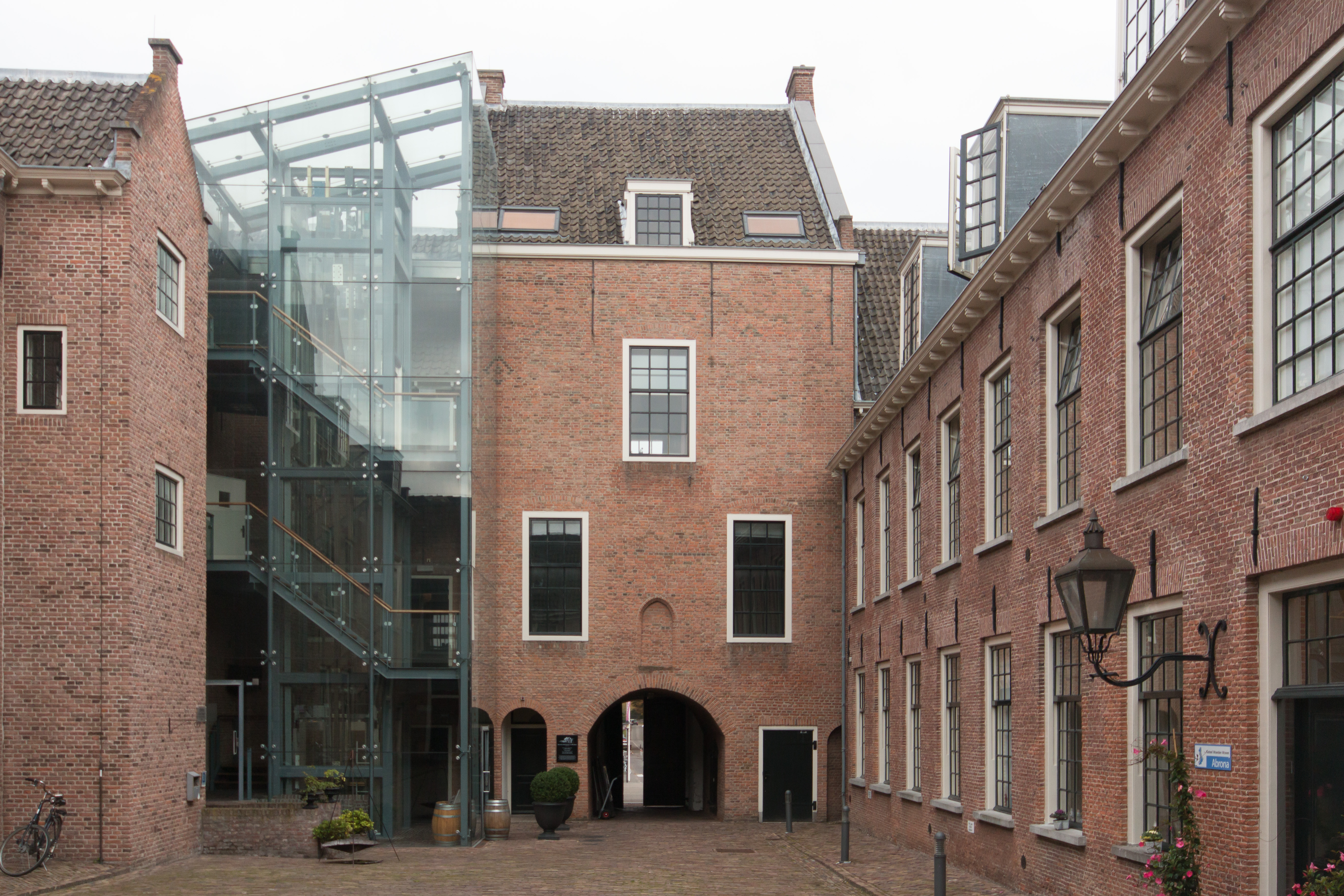
Binnenplaats kasteel
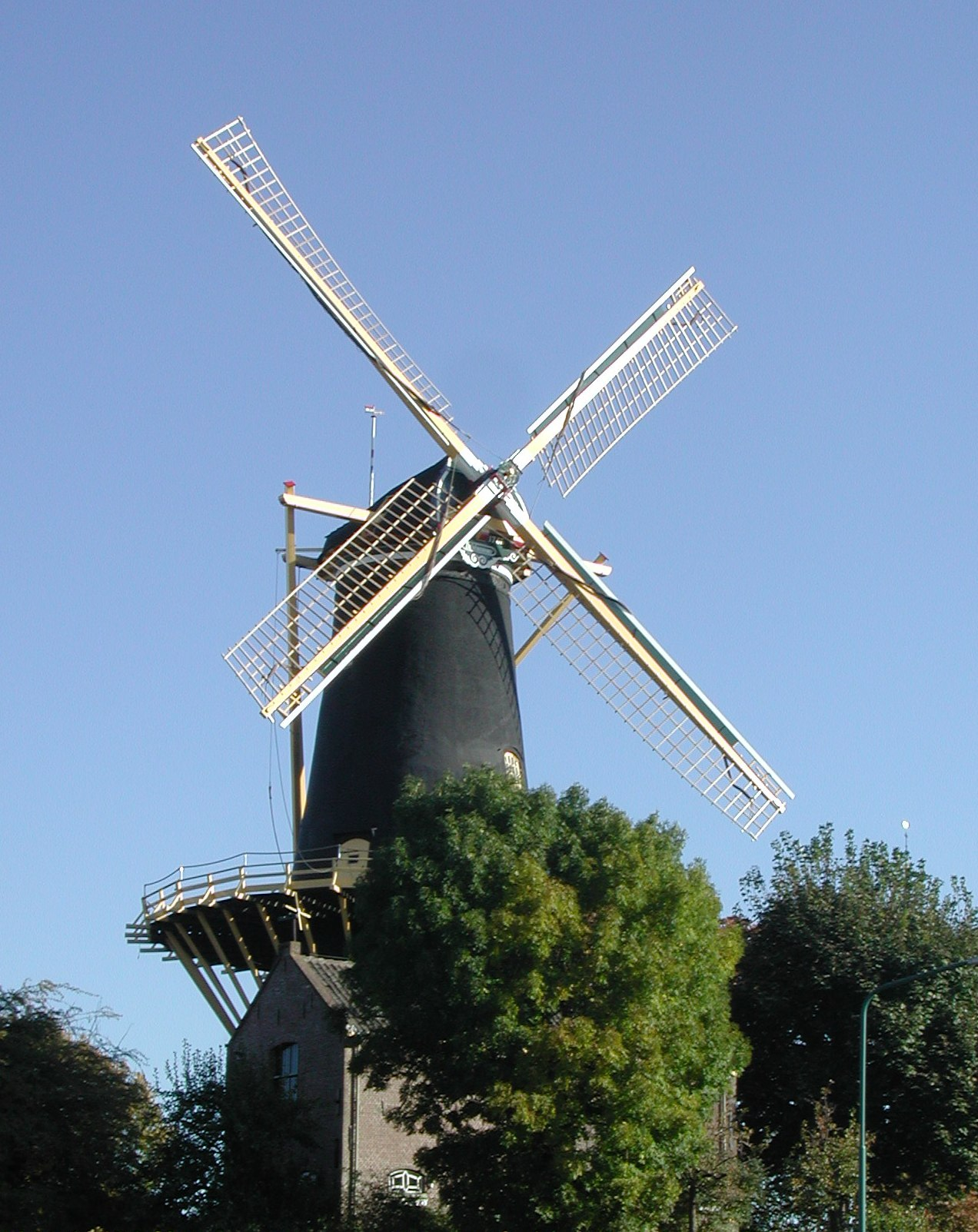
Windmolen "De Windhond", een korenmolen in het centrum van Woerden
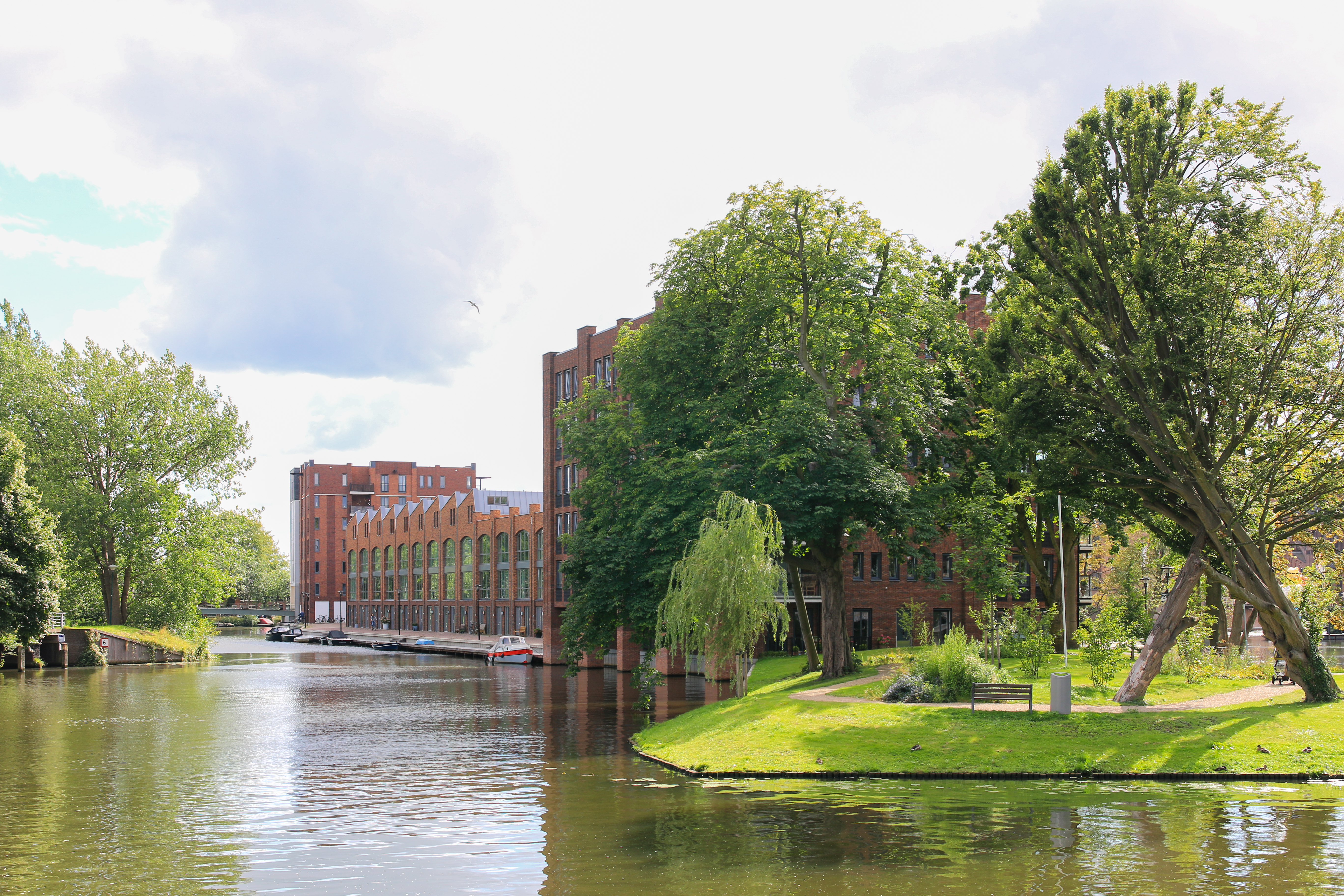
Singel en Defensie-eiland in Woerden, vlak bij het station
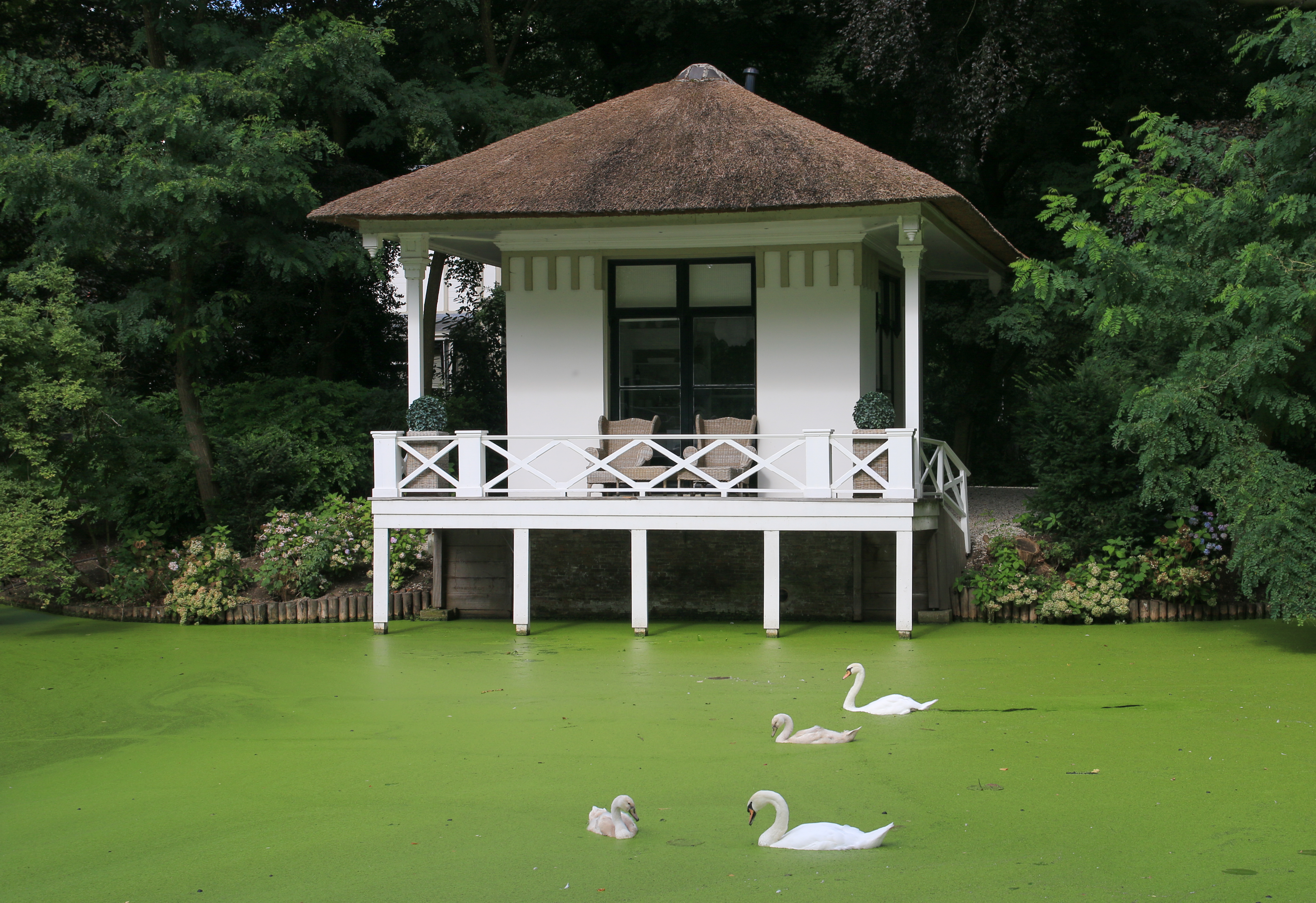
Zwanen voor de theekoepel van Huis Rijnoord